# 高津カリノ
高津 カリノ（たかつ カリノ、1982年7月 - ）は、日本の漫画家。北海道出身。女性。代表作は『WORKING!!』、『ダストボックス2.5』。

## 来歴
1982年7月に誕生。2002年、ホームページにがはこ名義で4コマ漫画の発表し始める。漫画賞などは受賞しておらず、同年から始めたWEB漫画活動中にスカウトされ、商業へ進出した。WEB漫画での活動時のハンドルネームは「がはこ」であり、公式WEBサイトを知るファンは往々にして「高津カリノ」ではなく「がはこ」と呼ぶ。公式WEBサイトでは今も作品が公開・更新されている。
2004年12月、高津カリノ名義で創刊2号にあたる『ヤングガンガン』1号（スクウェア・エニックス）に掲載の『WORKING!!』でデビュー。同作はファミリーレストランのアルバイト活動を、『サーバント×サービス』は区役所の公務員を主題にした漫画であるが、作者自身もファミリーレストランや区役所で働いた経験がある。
2021年11月13日より、先代うろんなページ、うろんにらくがき、かりのんを統合したうろんなページが開設された。

## 作風
- 作品の大半を4コマ漫画が占めており、いわゆるストーリー4コマの形式を取っている。既存の4コマ作品から派生して、番外編的にショート漫画などを描くことはある。
- 登場人物のキャラクター性を意識した作風が特徴で、ほとんど人物同士の掛け合いで話が進められている。また、登場するキャラクターが恋人同士、および互いに惹かれあっているということが多く、それらの男女間の人間関係の勘違いから生じる安定したギャグも作者の作風の一つの特徴を形作っている。
- あるコンシューマゲームにおいて、主人公が孤独に終わることに失望し、自分の作品の登場人物にはなるべくカップルが成立するように心がけている。
- 『ヤングガンガン』のメールマガジンのインタビューにおいて「贔屓のキャラは作らず、なるべく客観的に作品を見るようにしている」と述べている。ただ作画的には女性を描くほうが楽であると言う。
- らくがき漫画に声優を登場させる際、その声優が担当したキャラで描く。そのため、異様にテンションの高い佐藤潤（CV：小野大輔）、ウェディングドレスを着た種島ぽぷら（CV：阿澄佳奈）、小鳥遊泉に変身する村主さゆり（ともにCV：日笠陽子）など、本編でも番外編でも見れないキャラが見ることができる。

## 人物
- 「うろんなページ」のおまけ漫画内で作者自身が登場した際、キャラクターからは「お母さん」と呼ばれている。
- WEBでのハンドルネームの「がはこ」は、作者が高校時代に友人から「がはく（画伯）」と呼ばれていたことを恥ずかしがったところ、「じゃあ『がはこ』で」と言われたため。
- 流行性耳下腺炎の合併症による左耳の難聴、バセドウ病を患っていることを公式WEBサイトの雑記で明かしている。そのため、打合せの際に担当者は必ず（高津が聞き取れる）右側に立つという[4]。
- 「サーバント×サービス」以降から、高津はアナログからComicWorksによるデジタル仕上げ（彩色・トーン）に移行している[5]。
- WEB上のらくがき漫画では各キャラの未来が描かれており、「山田と名乗る父をたしなめる普通な息子」や「同年代の両親を持つ金融会社・寿司屋の子供達よりも歳が離れた刃物屋の娘」「彼氏の時は赤点だったのに夫になると満点なファッションデザイナーの夫」などが描かれている。同日記において作者より「スクウェアエニックスは本編の未来を描いても怒らない」と謝辞が述べられている。

## 作品リスト

### 商業作品
- WORKING!!（2004年 - 2014年、『ヤングガンガン』、スクウェア・エニックス） - 全13巻
- WORKING!! RE:オーダー（2015年、『ヤングガンガン』、スクウェア・エニックス）
- サーバント×サービス[6]（2007年 - 2014年、『増刊ヤングガンガン』・『増刊ヤングガンガンビッグ』・『月刊ビッグガンガン』、スクウェア・エニックス） - 全4巻
- ナツメねっと！（2008年、『週刊少年サンデー』11号、小学館）※読み切り
- 放課後メイズ（2011年、『月刊少年ガンガン』7月号、スクウェア・エニックス）※読み切り、WORKING!!関連作品、少年ガンガン帰宅部アンソロジーの一部
- 俺の彼女に何かようかい（2011年 - 2020年、『月刊少年ガンガン』2011年10月号、2012年12月号 - 2013年2月号、2014年4月号再掲載、スクウェア・エニックス）- 全7巻
- ダストボックス2.5（2015年 - 2021年、『ヤングガンガン』、スクウェア・エニックス） - 全8巻
- オウルナイト（2021年 - 連載中、『月刊少年ガンガン』2021年6月号[7] - 、スクウェア・エニックス） - 既刊6巻
- マリーゴーラウンド Marry-Go-Round（2023年 - 連載中、『ヤングガンガン』2023年No.7[8] - 、スクウェア・エニックス） - 既刊2巻

### WEB漫画
- なつめネット（2011年1月1日 - 連載中、うろんなページ）『※ナツメねっと！』のリメイクおよび連載化
- ブタイウラ（2002年 - 2008年8月30日、うろんなページ／ヤングガンガンコミックス） - 全2巻
- WORKING!!（2002年 - 2012年5月20日、うろんなページ／ヤングガンガンコミックス） - 全6巻
- 氷点下の彼女に何かようかい（2016年4月4日 -  2017年8月21日、ガンガンONLINE）※『俺の彼女に何かようかい』の親世代の学生時代に焦点を当てたスピンオフ
- 俺の初恋に何かようかい（2018年9月17日 - 2019年2月18日、ガンガンONLINE）※『俺の彼女に何かようかい』の中島先生と宮ノ沢に焦点を当てたスピンオフ

### 同人誌
- WORKING!!
- ブタイウラ
  - 作者がイベントに出ない謎の引きこもり個人オリジナルサークル「うろん屋」を作り発行した。
  - サイトに掲載された本編、書き下ろし、あとがきが収録されている。